# 加拿大鎮區 (北卡羅萊納州傑克遜縣)
加拿大鎮區（英語：Canada Township）是位於美國北卡羅萊納州傑克遜縣的一個鎮區。

## 地方資料
加拿大鎮區的面積為168.60平方千米，皆為陸地。根據2020年美國人口普查的數據，當地共有人口670人，而人口密度為每平方千米3.97人。